# 蛋白质结构域

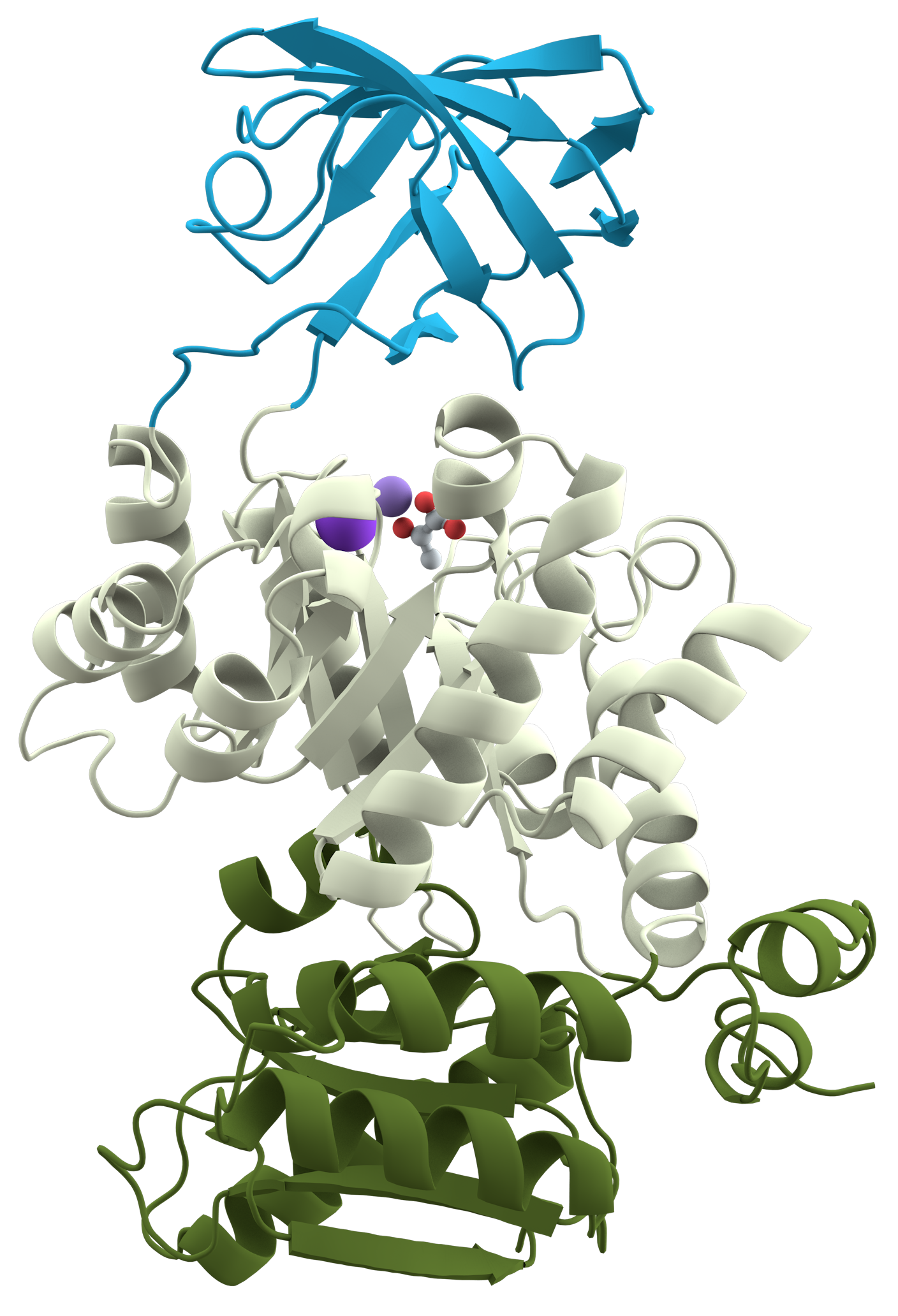
丙酮酸激酶，具有三个结构域的一种蛋白质.

蛋白质结构域（英語：protein domain）是蛋白质多肽链中具有特异结构和独立功能的区域，能自稳定，独立于其他区域折叠，其构成蛋白质三级结构的基本单元。
每个结构域形成一个紧凑的折叠三维结构。许多蛋白质由几个结构域组成，而一个结构域可能出现在各种不同的蛋白质中。有些球形蛋白的一条肽链，或以共价键相连的两条或多条肽链在空间结构上可以区分为若干个球状的子结构，其中的每一个球状子结构就被称为一个结构域。
同一个蛋白的各个结构域之间是以肽链相互链接的，而链接两个蛋白质结构域的绝大多数都是单股肽链，只有在极个别的情况下会有少数的双股肽链联系不同的结构域。在X射线晶体学衍射实验绘制的电子密度图中，可以清楚地看到有些球状蛋白地的部存在一些裂隙，这些裂隙就是各个结构域之间的链接部分，蛋白质结构域之间的链接虽然是松散的，但他们仍然属于同一条肽链，靠肽链链接这一点和蛋白质的各个亚基之间依靠非键相互作用维系结构有着本质的区别。
蛋白质结构域在空间上具有临近相关性：即在蛋白质一级结构上相互临近的氨基酸残基，在蛋白质结构域的三维空间结构上也相互临近，在蛋白质一级结构上相互远离的氨基酸残基，在蛋白质结构域的空间结构上也相互远离，甚至分别属于不同的蛋白质结构域。
蛋白质结构域与蛋白质完成生理功能有着密切的关系，有时几个结构域共同完成一项生理功能，有时一个结构域就可以独立完成一项生理功能，但是一个结构不完整的蛋白质结构域是不可能产生生理功能的。因此蛋白质结构域是蛋白质生理功能的结构基础，但必须指出的是，虽然蛋白质结构域与蛋白质的功能关系密切，但是蛋白质结构域和功能域的概念并不相同。

## 背景
结构域（domain）的概念首先在1973年由Wetlaufer在研究母鸡溶菌酶和木瓜蛋白酶的X射线晶体学研究和对有限的免疫球蛋白的蛋白水解研究后提出。 Wetlaufer将结构域定义为可以自主折叠的蛋白质结构的稳定单位。 在过去，结构域曾被描述为以下的单位：
- 紧凑结构[5]
- 功能和演化[6]
- 折叠[7]

每个定义是有效的并且经常重叠，即在多种蛋白质之间发现的紧密结构域可能在其结构环境内独立折叠。在自然中，通常将几个结构域结合在一起以形成具有大量可能性的多结构域和多功能蛋白质。在多结构域蛋白中，每个结构域可以独立地或以与其邻居协同的方式实现其自身的功能。 结构域可以用作构建大组装体如病毒颗粒或肌肉纤维的模块，或者可以提供在酶或调节蛋白中发现的特异性催化或结合位点。

## 蛋白质结构域类型
- 全alpha 结构域 是由α螺旋和蛋白质结构环连接而成。而相对的全beta结构域是只含有不重复的beta折叠构成。混合alpha/beta是指含有螺旋-转角-螺旋这类结构模体的超二级结构的结构域，alpha+beta 结构域含有alpha 螺旋和beta 折叠二级结构且沿着肽键排列。

## 蛋白质结构域的例子
- EF手: 是在信号传送钙调蛋白的所有结构域和肌肉蛋白质肌钙蛋白C中发现的一种螺旋-轉角-螺旋结构域。
- Src同源2结构域: SH2结构域通常在信号转导蛋白中发现。 SH2结构域赋予与磷酸化酪氨酸（pTyr）结合。 命名为src病毒癌基因的磷酸酪氨酸结合结构域，其本身是酪氨酸激酶。 参见：SH3结构域。
- 锌手指DNA结合结构域（ZnF_GATA）：含有ZnF_GATA结构域的蛋白质通常是通常与启动子的DNA序列[AT]GATA[AG]结合的转录因子。